# Gigi Dall'Aglio
Luigi Dall'Aglio, noto come Gigi Dall'Aglio (Parma, 4 maggio 1943 – Parma, 5 dicembre 2020), è stato un regista teatrale, drammaturgo e attore teatrale italiano.

## Biografia
Laureato in Storia del teatro, come regista teatrale Dall'Aglio è da ricordare soprattutto per le sue messinscene di Amleto (1979), Macbeth (1980) ed Enrico IV (1981) di William Shakespeare, L'istruttoria di Peter Weiss (1983), Nozze di Elias Canetti (1987), La bottega del caffè di Carlo Goldoni (1998), L'idiota di Dostoevskij (1999).
In particolare la sua messinscena de L'istruttoria di Peter Weiss, fu riproposta ogni anno come invito a non dimenticare i crimini dei nazisti nei campi di sterminio diventando il suo spettacolo più noto venendo anche riproposto su Rai5 in occasione della sua scomparsa.
Nei suoi spettacoli diresse molti attori noti, tra i quali Corrado Pani, Mariano Rigillo, Elisabetta Pozzi, Giulio Scarpati, Chiara Muti e David Sebasti.
Tra le altre sue esperienze professionali vi fu anche il progetto teatrale con Mario Martone e Giorgio Barberio Corsetti sull'Histoire du soldat, una sceneggiatura inedita di Pier Paolo Pasolini, Sergio Citti e Giulio Paradisi portata in scena dai tre registi al Festival di Avignone del 1995.
Anche attore teatrale, fu uno dei fondatori del Collettivo di Parma - divenuto poi Teatro Due - insieme ad alcuni colleghi con la compagnia emiliana; e soprattutto lavorò insieme al regista zagabrese Bogdan Jerkovič, il quale lo diresse in una quindicina di spettacoli su testi di Fo, De Filippo, Camon, Pasolini, Rabelais, Schwartz. Nel 2017 ha partecipato come attore  "Ritratto di una nazione" del Teatro Nazionale di Roma, interpretando Saluti da Brescello di Marco Martinelli diretto da Fabrizio Arcuri.
Dall'Aglio morì il 5 dicembre 2020 a 77 anni di COVID-19.